# UFC 167
UFC 167: St. Pierre vs. Hendricks foi um evento de artes marciais mistas promovido pelo Ultimate Fighting Championship, ocorrido em 16 de novembro de 2013 no MGM Grand Las Vegas em Las Vegas, Nevada.

## Background
O evento principal foi a disputa do Cinturão Meio Médio do UFC, entre o canadense Georges St. Pierre e o americano Johny Hendricks.  No co-evento principal, a luta entre os Meio Pesados Rashad Evans e Chael Sonnen.
Rafael Natal era esperado para enfrentar Ed Herman no evento, porém, Lyoto Machida foi movido de sua luta contra Tim Kennedy, deixando-o sem adversário para o UFC: Fight for the Troops 3. Natal foi movido para uma luta contra Kennedy, sendo substituído por Thales Leites.
A luta entre Frank Mir e Alistair Overeem aconteceria nesse evento, porém, foi movida para o UFC 169.
Robert Drysdale era esperado para enfrentar Cody Donovan, mas Drysdale não recebeu sua licença médica para lutar devido a um alto nível de testosterona. Então, Gian Villante foi chamado para enfrentar Donovan.
Vaughan Lee era esperado para enfrentar Sergio Pettis no evento. Porém, uma lesão o tirou do evento e Will Campzano foi chamado para substituí-lo.
A luta principal foi muito aguardada pelos especialistas e fãs de MMA, pois o desafiante Johny Hendricks foi considerada a maior ameaça ao reinado do campeão Georges St Pierre.

## Card Oficial
Nota 1 Pelo Cinturão Meio-Médio do UFC.

## Bônus da Noite
- Luta da Noite (Fight of the Night):  Georges St. Pierre vs.  Johnny Hendricks
- Nocaute da Noite (Knockout of the Night):  Tyron Woodley
- Finalização da Noite (Submission of the Night):  Donald Cerrone